# 東清和
東 清和（あずま きよかず、1933年3月20日 - 2004年3月20日）は、日本の心理学者。専門は発達心理学。

## 来歴
広島県生まれ。修道高等学校卒、1960年早稲田大学文学部心理学科卒、66年早稲田大学大学院文学研究科博士課程中退、早稲田大学教育学部助手、68年講師、73年助教授、79年教授、同大学学生相談センター所長。1991－94年早稲田実業学校校長。2003年「性役割志向性と自尊感情との関連性に関するジェンダー心理学的研究」で早大学術博士。

## 著書
- 『人間関係の葛藤 もつれの心理 組織と人間シリーズ』ぎょうせい 1979
- 『自己をさぐる セルフ・イメージの自己理解』千曲秀版社 1985

### 共著編
- 『性差の発達心理』小倉千加子共著 大日本図書 現代心理学ブックス 1982
- 『性役割の心理』小倉千加子共著 大日本図書 現代心理学ブックス 1984
- 『エイジングの心理学 シリーズ高齢社会とエイジング』編 早稲田大学出版部 1999
- 『学校社会とカウンセリング 教育臨床論』高塚雄介共編著 学文社 早稲田大学教育総合研究所叢書 2000
- 『ジェンダーの心理学』小倉千加子共編 早稲田大学出版部 ワセダ・オープンカレッジ双書 2000
- 『大学生の職業意識の発達 最近の調査データの分析から』安達智子共編著 学文社 早稲田教育叢書 2003

## 参考
- 東清和教授 略歴・業績 早稲田大学教育学部学術研究 国語・国文学編 2002
- 『現代日本人名録』2002年
- 東清和氏死去